# Тимофей Гуженко (танкер)
Танкер «Тимофей Гуженко» — российский танкер снабжения ледового класса, принадлежащий российской судоходной компании «Совкомфлот». Судно названо в честь Тимофея Борисовича Гуженко (1918—2008), министра СССР морского флота в 1970—1986 годах и одного из основателей компании «Совкомфлот».
Танкер является судном ледового плавания двойного действия. По сравнению с другими аналогичными судами, его кормовая часть имеет более выраженную ледокольную форму. Приводится в действие двумя ВРК общей мощностью 20 МВт.